# ری‌آباد
روستای ری‌آباد در دهستان کلاته‌های شرقی بخش مرکزی شهرستان میامی واقع شده‌است.

## موقعیت
این روستا در قسمت جلگه‌ای و مسطح واقع شده‌است. از نظر موقعیت جغرافیایی ارتفاع از سطح دریا ۵۲ متر – طول جغرافیایی ۴۸و۵۵ –عرض جغرافیایی ۴۲و ۳۶ می‌باشد از نظر موقعیت از شمال با جاده آسفالته جاجرم و از جنوب به روستا پویه و گزه و از سمت شرق به روستای تاریخی جهان‌آباد و زمین‌های بایر و از طرف غرب نهایتاً تا فاصله ۲۳ کلیومتری به روستای جیلان محدود می‌شود.
روستا در کنار محور شاهرود- میامی – جاجرم واقع شده‌است و فاصله تا شهر میامی ۵۰ کیلومتر است تا شاهرود ۱۲۰ کیلومتر و تا شهر دَرَق حدود 60 کیلومتر و تا مرکز استان یعنی سمنان حدود ۳۰۰ کیلومتر است.

## پوشش گیاهی
پوشش گیاهی روستا شامل درمنه – تلو اسپند و حر می‌باشد.

## دیرینه
از نظر وجه تسمیه نام قدیم روستا به گلپایگان مشهور بوده‌است که تدریجاً در طول زمان بنا بر اقوال تاریخی به ری آباد تغییر نام یافت.
پیدایش روستا به قبل از اسلام باز می‌گردد و جمعیت کنونی روستا از ترکیب اقوام قدیمی و افراد غیر بومی که پی حوادث تاریخی به منطقه مهاجرت کرده‌اند تشکیل شده‌است.
باغستان گودکلاته که در غرب روستا واقع شده می‌باشد این کلاته قدمتی حدود۲۰۰۰ دوهزار سال دارد.

## فرهنگ
از نظر فرهنگی مردم روستا دارای آداب و رسوم مشترک می‌باشند. زبان اهالی روستا فارسی و دین اسلام و مذهب شیعه می‌باشند.

## ارتباطات
شبکه اصلی ارتباطی روستا شمالی جنوبی در محور جاجرم میامی بوده و سایر دسترسی‌ها به صورت شرقی و غربی از آن منشعب می‌شود.

## کشاورزی
وسعت زراعت و باغداری اطراف روستا حدود ۲۰۰ هکتار می‌باشد. عمده کشت زراعت گندم – جو –پنبه-و یونجه (طلای سبز) هستند.
محصولات باغداری که عمده آنها- انگور- انار- بادام- زردآلو و آلو هستند.

## دامداری
یک واحد مرغداری به ظرفیت ۱۰٫۰۰۰ ده هزار عددی در قسمت جنوبی روستا فعالیت دارد.
در واحد دام ۲۰۰۰ دو هزار راس گوسفند موجود می‌باشد که از مراتع چرا روستا استفاده می‌برند.
لازم است ذکر شود که در چند دهه گذشته ظرفیت دام روستا ۱۰ ده برابر وضعیت موجود بوده که کاهش دام به میزان ۲۰۰۰ راس به عوامل متعددی بر می‌گردد. منطقه کلاته‌های شرقی یکی از بهترین محیط برای دامداری در ایران می‌باشد

## آب شرب
از نظر آب شرب روستا تحت پوشش آب و فاضلاب روستایی قرار دارد و آب کشاورزی روستا از قنات و چاه تأمین می‌شود

## آثار تاریخی و گردشگری
از آثار تاریخی روستا می‌توان به حمام قدیمی روستا اشاره کرد و برج‌های نیمه مخروبه که در گذشته برای محافظت روستا از حمله اشرار و راهزنان استفاده می‌شد. قدمتی این برج‌های نیمه مخروبه به حدود چند صد سال پیش می‌رسد.
یکی از آثار گردشگری و تفریحی منطقه باغستان گود کلاته که در غرب روستا واقع شده می‌باشد این کلاته قدمتی حدود۲۰۰۰ دوهزار سال دارد.

## چالش‌ها
باغستان گود کلاته متأسفانه رو به نا بودی است و می‌رود به یک تراژدی غمناک تبدیل شود. زیرا قناتی که ۵ لیتر در ثانیه آب دهی داشته به علت پیشروی مالک قنات اصغرآباد که در همجواری سفره‌های آب زیر زمینی قنات گود کلاته قرار دارد اینک یک قطره آب یافت نمی‌شود؛ که البته بی مسئولیت بودن بزرگان و متولیان پیشین روستا هم بی تأثیر در تجاوز مالک قنات اصغرآباد نبوده‌است؛ و این مشکل پی آمده در در روحیه تمام مردم روستا تأثیر منفی داشته بطوری‌که احساس بی‌پناهی می‌کنند. جای تعجب است دولتی که برای احیای یک نهال مبالغ هنگفتی هزینه می‌کند چگونه در خصوص ۲۵ هکتار باغ که آنهم با درختهای کهنسال که در اثر بی احتیاطی رو به نابودی است بی‌تفاوت مانده‌است.
تا سال ۱۳۶۳ روستای ری آباد به عنوان مرکز کلاته‌های شرقی محسوب می‌شد ولی متأسفانه به علت عدم اشتغال و در آمد زایی کافی به تدریج اهالی مهاجرت نموده و در شهرها سکنی گزیده‌اند و این حرکت عاملی شد که اینک روستای ری آباد از مرکزیت روستا خارج شده به یکی از نقاط محروم استان تبدیل شود ..
واین در حالی است که زمین در این روستا تقریباً رایگان بوده‌است و دولت می‌تواند با تقویت ایجاد تسهیلات در ایجاد تعاونی‌های صنعتی و نیمه صنعتی روستا را از این در جا زدن نجات داده و روستا را پویا و زنده نماید به یا بخش خصوصی با ایجاد پروژه‌های عظیم تولیدی باعث اشتغال زایی و پایداری نیروی کار در روستا خواهد شد.

## منبع
- www.reyabad.ir
- کتاب (ری آباد , سرزمین آفتاب و گذرگه باد (علی اکبر عبادی))